# Papežská falda

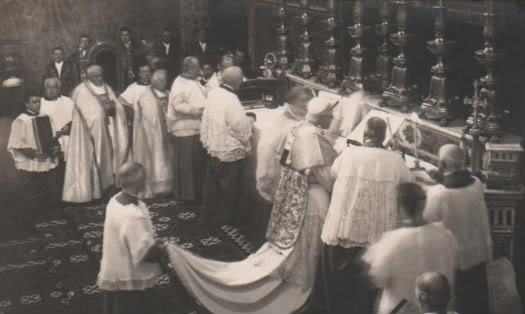
Papež Pius X. slouží mši svatou, vlečka, kterou drží ministrant se nazývá falda

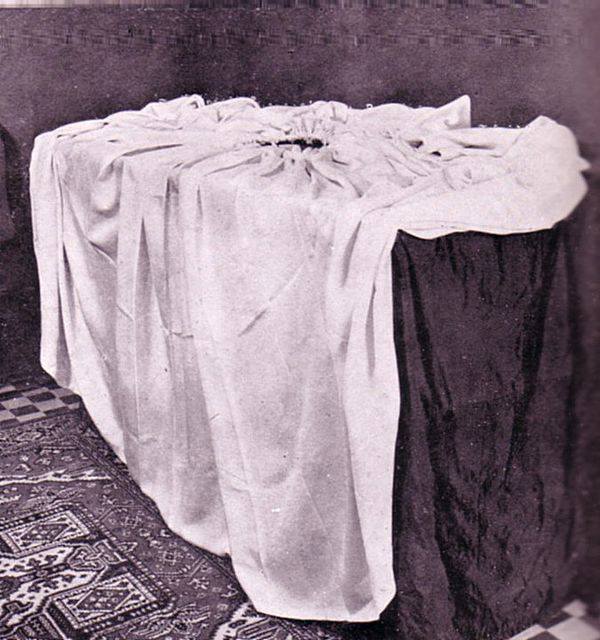
Papežská falda

Papežská falda (také fimbria) je historická součást liturgického oděvu papeže.

## Historie
Papežská falda byla zavedena v průběhu 15. století. Měla formu suknice, která je delší, než spodní okraj alby, přes kterou se oblékala. Pro chůzi potřeboval nositel asistenci. Podle zvláštního privilegia náleželo užívání papežské faldy též patriarchům lisabonským. Při méně významných příležitostech, na které by připadlo použití faldy, mohl papež zvolit kratší verzi (fimbria minori).
Od pontifikátu Pavla VI. se neužívá.